# Olivier von Beaulieu-Marconnay
Olivier von Beaulieu-Marconnay báró, első világháborús német vadászpilóta, 25 légi győzelemmel.
A francia eredetű Beaulieu-Marconnay bárói család porosz ágából született.
1918 Október 18-án  Belgium légterében lelőtték, és a pilóta hősi halált halt. Megkapta a Pour le Mérite kitüntetést.